# Soulwax
Soulwax è un gruppo musicale fondato a Gand, in Belgio nel 1995.

## Storia
Il gruppo è stato fondato dai fratelli David e Stephen Dewaele a Gand, in Belgio. Dall'album d'esordio Leave the Story Untold (1996), passando per Much Against Everyone's Advice (1999) ed Any Minute Now (2004), il gruppo ha virato lentamente dal rock verso suoni dance e prossimi alla musica elettronica da dancefloor. Prova evidente di ciò è Nite Versions, in cui i brani di Any Minute Now vengono rivisitati in chiave dance, ma soprattutto il lungo cammino dei 2 Many DJs, ovvero proprio i due fratelli Dewaele che si cimentano ai piatti mixando brani di qualsiasi genere, da Madonna ai Nirvana, da Iggy Pop alle Salt-n-Pepa, da Beyoncé agli LCD Soundsystem.
Nel 2004 il cantautore italiano Mango ha eseguito una cover del loro brano Saturday, inserendola nell'album Ti porto in Africa.
Con il nome 2 Many DJs hanno realizzato numerosi dj set e remix dal vivo, poi trasmessi anche in programmi radiofonici come BBC Radio 1. Solo As Heard on Radio Soulwax Pt. 2 è stato pubblicato come album, in totale sono 11 parti. Hanno realizzato 24 remix della durata di 1 ora ciascuno con relativi video pubblicati su Vimeo e sulla loro app per smartphone.
Nel videogioco Grand Theft Auto V è presente una stazione radio denominata Soulwax FM.

## Discografia

### Album in studio
- 1996 - Leave The Story Untold
- 1999 - Much Against Everyone's Advice
- 2002 - As Heard on Radio Soulwax Pt. 2 (come "2 Many DJs")
- 2004 - Any Minute Now
- 2005 - Nite Versions
- 2017 - From Deewee
- 2018 - Essential
- 2020 - Deewee Sessions, Vol. 01

#### Compilation
- 2006 - This Is Radio Soulwax
- 2007 - Most of the Remixes

### Singoli
- 1995 - 2nd Handsome Blues
- 1998 - Conversation Intercom
- 2000 - Much Against Everyone's Advice
- 2000 - Too Many DJs
- 2004 - Any Minute Now
- 2005 - E Talking
- 2005 - NY Excuse

### Remix
- dEUS - Everybody's Weird
- Einstürzende Neubauten - Stella Maris
- Kolk - Uma
- Tahiti 80 - Heartbeat
- Zita Swoon - My Bond With You And Your Planet: Disco!
- Muse - Muscle Museum
- Lords of Acid - I Sit on Acid 2000
- hanayo - ‘’Joe le taxi’’
- Sugababes - Round Round
- Arthur Argent - Hold Your Head Up
- Kylie Minogue - Can't Get You Out Of My Head
- Ladytron - Seventeen
- Playgroup - Make It Happen
- DJ Shadow - Six Days
- Felix da Housecat - Rocket Ride
- LCD Soundsystem - Daft Punk Is Playing At My House
- Daft Punk - Robot Rock
- Gorillaz - Dare
- The Gossip - Standing in the Way of Control
- Robbie Williams - Lovelight
- Waines - NY excuse
- The Chemical Brothers - Hey Boy, Hey Girl
- Tame Impala - Let it Happen
- SG Lewis, Robyn e Channel Tres - Impact
- Fointanes D.C. - A Hero's Death